# Dolichopsis
Dolichopsis é um género botânico pertencente à família Fabaceae.